# Trentepohlia fuscogenualis
Trentepohlia fuscogenualis är en tvåvingeart som beskrevs av Alexander 1969. Trentepohlia fuscogenualis ingår i släktet Trentepohlia och familjen småharkrankar. Inga underarter finns listade i Catalogue of Life.